# Neuvy-au-Houlme
Neuvy-au-Houlme is een gemeente in het Franse departement Orne (regio Normandië) en telt 218 inwoners (1999). De plaats maakt deel uit van het arrondissement Argentan.

## Geografie
De oppervlakte van Neuvy-au-Houlme bedraagt 15,6 km², de bevolkingsdichtheid is 14,0 inwoners per km².
De onderstaande kaart toont de ligging van Neuvy-au-Houlme met de belangrijkste infrastructuur en aangrenzende gemeenten.

## Demografie
Onderstaande figuur toont het verloop van het inwonertal (bron: INSEE-tellingen).